# Палочный довод
«Палочный» довод (лат. argumentum ad baculum) — грубая уловка в споре, направленная на склонение оппонента к определенному утверждению либо отказу от своего мнения путём упора на отрицательные последствия отстаивания его позиции (явной или косвенной угрозы) вне зависимости от её истинности.
Аргументация через угрозу может представлять собой логическую ошибку, когда принятия определённой позиции вместо логических доводов добиваются воздействием через страх, однако само по себе наличие угрозы в высказывании не является логической ошибкой.
Примеры:
- «Транспортному управлению необходимо пересмотреть предложения по ограничению скорости на дорогах между штатами, поскольку в противном случае бюджет Транспортного управления урежут на 25 %».
- «Если вы не присоединитесь к нашей демонстрации против расширения парка, мы выселим вас из вашей квартиры. Следовательно, вы должны присоединиться к нашей демонстрации против расширения парка».
- «Ядерные испытания на острове Амчитка могут иметь негативные последствия в виде землетрясений, цунами и радиации, потому их следовало бы запретить».

Последний пример не содержит логической ошибки, так как угроза логически связана с предлагаемым выводом.
Также не обязательно являются логически ошибочными высказывания, где угроза содержится в альтернативном утверждении, например, «не стоит курить, а то здоровье испортишь». Альтернативное утверждение не является аргументом; отношение в данной паре суждений не является логической или семантической связью — это отношение причинности или связь по принятию решения.